# Gabriel Zehender
Gabriel Zehender (* wohl im 16. Jahrhundert in Groß Mausdorf; † möglicherweise 1535 in Basel) war ein deutscher oder Schweizer Künstler.

## Leben
Tätigkeit des Malers ist für die Zeit zwischen 1527 und 1535 auf den Gebieten der heutigen Bundesrepublik Deutschland und der Schweiz nachzuweisen. Ein Zunftbucheintrag aus dem Jahr 1529 lässt darauf schließen, dass er zu diesem Zeitpunkt bereits in Basel ansässig war; 1535 wird er dort allerdings als Flüchtling bezeichnet. Möglicherweise schuf er das Titelblatt für die von Albert Otte verfesste Mainzer Hofgerichtsordnung von 1516 / 1521.
Der Maler Hans Zehender, der um 1570 starb, könnte mit Gabriel Zehender verwandt gewesen sein, siehe auch Johann Kaspar Zehender.

## Gabriel Zehender und der Monogrammist GZ
Möglicherweise war Zehender identisch mit dem Monogrammisten GZ, der in der Zeit um 1516 bis 1521 am Ober- und Mittelrhein tätig war und in dieser Zeit als Zeichner für den Formschnitt arbeitete;493. Dieser soll sich eines Monogrammes „GZ“ bedient haben, das sich auf einem Holzschnitt befindet. Zehender lebte möglicherweise einige Zeit in Hagenau, ehe er sich in Basel niederließ, wo er 1529 im rothen Buche der Zunft zum Himmel als Bürger angegeben ist. Der Monogrammist GZ stand Hans Baldung Grien nahe und hat mit seiner Zeichnung Maria und Johannes vor Christus am Kreuz, die um 1520 entstand und heute im Besitz des Britischen Museums ist, möglicherweise die Spur zu einem verlorenen Gemälde Matthias Grünewalds gelegt. Es könnte sich auch um Vater und Sohn handeln. Später wurde angezweifelt, dass es zwei Personen dieses Namens waren. Im Schweizerischen Künstler-Lexikon heißt es, dass Naglers These nicht nachweisbar sei. Zehender stammte nach den dortigen Angaben aus Großmaußdorff, einem westpreussischen Dorf bei Elbing.

## Werke

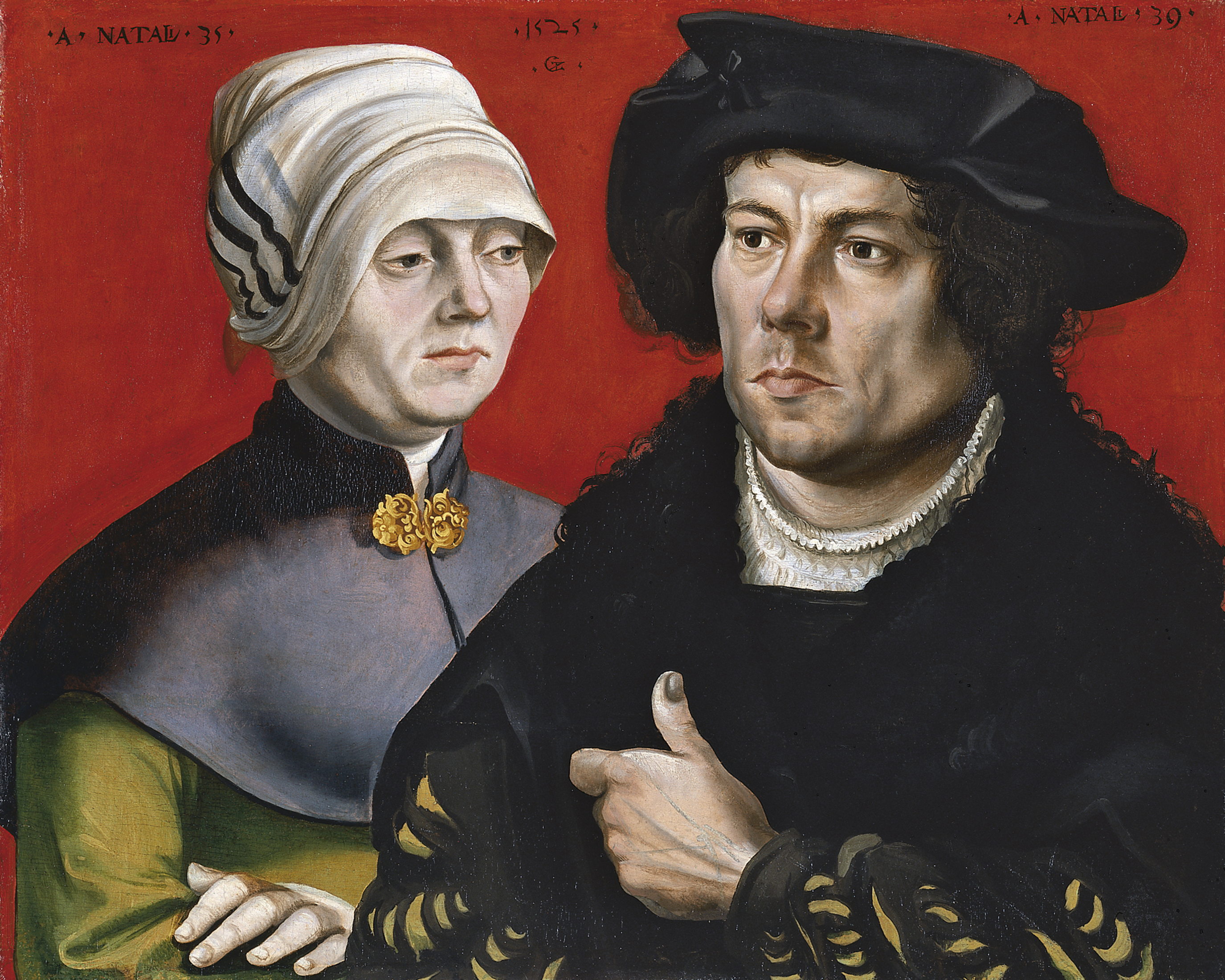
Bildnis eines verheirateten Paars, um 1525

Gabriel Zehender ist als Zeichner und Maler bekannt, vor allem durch sein Bildnis eines verheirateten Paares, das mit Ölfarbe auf Tannenholz gemalt und 40,9 × 51,5 cm groß ist. Dieses Bildnis wurde zeitweise als Porträt Martin Luthers und seiner Frau gedeutet, was jedoch wieder verworfen wurde. Es befindet sich heute im Museo Thyssen-Bornemisza in Madrid.